# Acronicta anaedina
Acronicta anaedina är en fjärilsart som beskrevs av Butler 1881. Acronicta anaedina ingår i släktet Acronicta och familjen nattflyn. Inga underarter finns listade i Catalogue of Life.